# Бруно, Джанни
Джа́нни Бру́но (итал. Gianni Bruno; род. 19 августа 1991[…], Рокур, Валлония) — бельгийский футболист, нападающий клуба «Эюпспор».

## Карьера

### Клубная
Бруно — воспитанник льежского «Стандарда» и французского «Лилля». Впервые за «Лилль» сыграл 11 января 2012 года в матче Кубка лиги против лионского «Олимпика». В матче против марсельского «Олимпика», сыгранном 15 января 2012 года форвард дебютировал в Лиге 1. Забил первый гол за команду 21 января 2012 года (в ворота любительского футбольного клуба «Компьень» в 1/16 финала Кубка Франции).
20 ноября 2012 года в матче против «БАТЭ» Бруно дебютировал в Лиге чемпионов. В том матче нападающий забил гол в ворота белорусского клуба с передачи Люка Диня.
30 июля 2014 года Бруно перешёл в «Эвиан» как свободный агент. В матче 1 тура против «Кана» Бруно дебютировал за французский клуб. Несколько месяцев спустя он был отдан в аренду команде Лиги 1 «Лорьяну», а в 2016 году отправился в аренду в самарский клуб «Крылья Советов».
3 июля 2017 года «Брюгге» объявил о подписании Джанни в свой футбольный клуб. Контракт рассчитан на один сезон.
11 июня 2021 года, забив 20 голов в сезоне за «Зюлте-Варегем», Бруно присоединился к «Генту», контракт которого рассчитан сроком на три года.

### В сборной
Джанни Бруно выступал за юношеские сборные Бельгии различных возрастов. В составе сборной до 17 лет участвовал в юношеском чемпионате Европы 2008.
В 2010—2012 годах играл за молодёжную сборную Бельгии, в составе которой принимал участие в отборочном турнире к чемпионату Европы 2013 (6 матчей, 2 гола).

## Статистика
| Выступление      | Выступление      | Выступление      | Лига | Лига | Кубки | Кубки | Континент | Континент | Итого | Итого |
| Клуб             | Лига             | Сезон            | Игры | Голы | Игры  | Голы  | Игры      | Голы      | Игры  | Голы  |
| ---------------- | ---------------- | ---------------- | ---- | ---- | ----- | ----- | --------- | --------- | ----- | ----- |
| Лилль II         | IV               | 2010/11          | 17   | 7    | —     | —     | —         | —         | 17    | 7     |
| Лилль II         | IV               | 2011/12          | 8    | 5    | —     | —     | —         | —         | 8     | 5     |
| Лилль II         | IV               | 2012/13          | 6    | 3    | —     | —     | —         | —         | 6     | 3     |
| Лилль II         | Итого            | Итого            | 31   | 15   | —     | —     | —         | —         | 31    | 15    |
| Лилль            | I                | 2011/12          | 10   | 1    | 3     | 1     | —         | —         | 13    | 2     |
| Лилль            | I                | 2012/13          | 13   | 0    | 3     | 1     | 2         | 1         | 18    | 2     |
| Лилль            | Итого            | Итого            | 23   | 1    | 6     | 1     | 2         | 1         | 31    | 3     |
| Бастия           | I                | 2013/14          | 31   | 8    | 2     | 0     | —         | —         | 33    | 8     |
| Эвиан            | I                | 2014/15          | 17   | 1    | 1     | 0     | —         | —         | 18    | 1     |
| Лорьян           | I                | 2014/15          | 12   | 1    | —     | —     | —         | —         | 12    | 1     |
| Эвиан            | II               | 2015/16          | 21   | 4    | 3     | 0     | —         | —         | 24    | 4     |
| Эвиан            | Итого за «Эвиан» | Итого за «Эвиан» | 38   | 5    | 4     | 0     | —         | —         | 42    | 5     |
| Крылья Советов   | I                | 2015/16          | 11   | 2    | 0     | 0     | —         | —         | 11    | 2     |
| Крылья Советов   | I                | 2016/17          | 17   | 5    | 0     | 0     | —         | —         | 17    | 5     |
| Крылья Советов   | Итого            | Итого            | 28   | 7    | 0     | 0     | —         | —         | 28    | 7     |
| Серкль Брюгге    | II               | 2017/18          | 12   | 3    | 2     | 0     | —         | —         | 14    | 3     |
| Серкль Брюгге    | I                | 2018/19          | 24   | 8    | 1     | 0     | —         | —         | 25    | 8     |
| Серкль Брюгге    | Итого            | Итого            | 36   | 11   | 3     | 0     | —         | —         | 39    | 11    |
| Всего за карьеру | Всего за карьеру | Всего за карьеру | 199  | 48   | 15    | 1     | 2         | 1         | 216   | 50    |

1. ↑  Лига чемпионов УЕФА.